# Bernd Intveen
Bernd Intveen (* 4. November 1970 in München) ist ein deutscher Musiker.

## Leben
Bernd Intveen wuchs in München und in Unterhaching auf. Seine Liebe zum Heavy Metal entdeckte er im Alter von 12 Jahren, als er zum ersten Mal Deep Purple und Iron Maiden hörte. Als er das erste Mal mit dem Gitarrenvirtuosen Yngwie Malmsteen in Berührung kam, war das Feuer endgültig entfacht. Nach sechs Jahren als Autodidakt begann er schließlich ein Gitarrenstudium am Münchner Gitarreninstitut MGI, welches er erfolgreich absolvierte.
Nach ersten Erfahrungen in zwei Bands trat er 1994 der Münchner Wave-Rock-Band Beyond Pleasure bei, mit der er seine erste CD The Cry einspielte. Die lokalen Erfolge waren sehr groß und die Band avancierte zum Geheimtipp. Nach seinem Ausstieg war er mit dem Musical Little Shop of Horrors unterwegs und gründete 1999 mit der Opernsängerin Morgan Lorrai die Gothic-Rock-Band Shadowland. Der Produzent Carlos Peron wurde darauf aufmerksam und nahm das Duo unter seine Fittiche. Die Debüt-CD "Fürstin der Nacht" schaffte es jedoch nie über einen Underground Status heraus, da sich Peron nach der Produktion mit den Musikern überwarf. In Eigenregie wurde eine zweite CD produziert, welche aber nie veröffentlicht wurde. Shadowland lösten sich anschließend auf.
2003 kam er zum Mittelalterprojekt Van Langen hinzu. In wechselnder Formation veröffentlichte er mit Van Langen drei CDs – "Zeychen der Zeit", "Heilige Lieder" und "Zeytreise". Während zahlreicher Konzerte (u. a. mit Haggard und Cultus Ferox) quer durch Deutschland, Österreich und der Schweiz kam es immer wieder zu personellen Problemen, welche schließlich zum Auflösen der Band führten. Nach einem kurzen Ausflug zur Münchner Hard-Rock-Band The Roxx – für welche er die CD "Ironic Truth" einspielte –, landete er schließlich bei der Münchner Power Metal Institution StormHammer, mit welcher er über Massacre-Records zwei CDs veröffentlichte: "Echoes of a lost paradise" sowie "Welcome to the end". Nach einer Europatournee mit Serious Black und Herman Frank verließ er im Sommer 2018 die Band aufgrund musikalischer Differenzen.
Aktuell spielt er bei der Münchner Metal-Hardcore Band Cold Silence.

## Diskografie
- 1994: The Cry mit Beyond Pleasure
- 2000: Fürstin der Nacht mit Shadowland
- 2005: Zeychen der Zeit mit Van Langen
- 2009: Heilige Lieder mit Van Langen
- 2009: Zeytreise mit Van Langen
- 2009: Ironic Truth mit The Roxx
- 2015: Echoes of a lost paradise mit StormHammer
- 2017: Welcome to the end mit StormHammer